# Beppe Cino
Beppe Cino, né Giuseppe Cino le 3 février 1947 à Caltanissetta (Sicile), est un réalisateur et scénariste italien,.

## Filmographie non exhaustive
- 1983 : Il cavaliere, la morte e il diavolo
- 1986 : La casa del buon ritorno
- 1987 : C'era una volta Palermo (documentaire)
- 1989 : Rosso di sera (it)
- 1990 : Diceria dell'untore (it)
- 1992 : In viaggio verso Est
- 1997 : Roberto Rossellini: Il mestiere di uomo (documentaire)
- 2005 : Miracle à Palerme (Miracolo a Palermo!)
- 2007 : Quell'estate felice